# Budzimskie
Budzimskie (deutsch Baselerskaten) ist ein Wohnplatz bei Kołobrzeg (Kolberg) in der Woiwodschaft Westpommern in Polen. Er liegt in der Landgemeinde Kołobrzeg und im Sołectwo Bogusławiec.

## Geographische Lage
Der Wohnplatz liegt in Hinterpommern etwa elf Kilometer südwestlich von Kołobrzeg (Kolberg) an der Woiwodschaftsstraße 102 (DW 102), deren Verlauf hier der ehemaligen Reichsstraße 161 entspricht.
Nachbarorte sind im Nordosten an der Woiwodschaftsstraße Błotnica (Spie), im Südwesten an der Woiwodschaftsstraße Bogusławiec (Charlottenhof) und im Südosten Niemierze (Nehmer).

## Geschichte
Ungefähr an der Stelle des späteren Wohnplatzes befand sich ein Krug, der im Siebenjährigen Krieg um 1760 im Rahmen einer Belagerung der Stadt Kolberg durch russische Truppen abgebrochen wurde.
Der heutige Wohnplatz gehört zu den Abbauten, die im 19. Jahrhundert in der Feldmark des Dorfes Spie errichtet wurden. Als einziger dieser Abbauten wurde Baselerskaten als ein eigener Wohnplatz geführt. Der Ortsname, im 19. Jahrhundert auch Baseler Katen geschrieben, leitet sich vom Namen eines früheren Besitzers ab. Vor 1945 gehörte Baselerskaten als Teil der Gemeinde Spie zum Kreis Kolberg-Körlin der Provinz Pommern.
Nach dem Zweiten Weltkrieg kam der Ort wie ganz Hinterpommern an Polen und erhielt den polnischen Namen Budzimskie.
Entwicklung der Einwohnerzahlen:
- 1816: 6
- 1885: 5
- 1895: 5
- 1905: 6